# Samhällsfarmaci
Samhällsfarmaci är en vetenskaplig disciplin inom farmaci som fokuserar på samspelet mellan läkemedel och samhälle, inklusive hur läkemedel används och påverkar olika grupper inom samhället. Denna disciplin tar sig an stora frågor, till exempel vilka konsekvenser läkemedelsanvändning har för så väl individer som samhälle. Samhällsfarmaci tar hänsyn till både social a och administrativa aspekter av läkemedelsanvändning, såsom hälsoekonomi, patientbeteende, läkemedelspolicy och folkhälsa.
I Sverige och andra nordiska länder är samhällsfarmaci ett välutvecklat forskningsområde, men det kallas olika saker i andra  länder. I USA och vissa delar av Europa kallas det "pharmacy practice research", "pharmacy administration" eller "pharmacoepidemiology". 

## Forskning inom samhällsfarmaci
Forskning och utbildning inom samhällsfarmaci skall bidra till en rationell läkemedelsanvändning, det vill säga att läkemedel används på bästa möjliga sätt. Det betyder att rätt läkemedel ges till rätt person, i rätt dos, vid rätt tidpunkt och på rätt sätt, för att uppnå bästa effekt till lägsta möjliga kostnad för individer och samhälle. Forskningen inom samhällsfarmaci använder kunskaper från många olika områden som epidemiologi, hälsoekonomi, psykologi, filosofi, sociologi och statistik. Forskare undersöker hur olika grupper, som individer, samhällen och organisationer, påverkas av och använder läkemedel. Forskningsmetoderna kan vara kvantitativa och/eller kvalitativa. Forskningen inom samhällsfarmaci inkluderar:
- Hur läkemedel förskrivs och används
- Vilka effekter läkemedel har när de används
- Strategier för att förbättra användningen av läkemedel i samhället, till exempel genom regler och riktlinjer
- Hur apotekare, receptarier och andra som arbetar med läkemedel samarbetar och gör sitt jobb
- Hur man utvecklar nya metoder för att forska om dessa frågor